# Bolgari
Bolgári so južnoslovanski narod, ki živi na ozemljih, nekdanjih rimskih provinc Mezija, Trakija in Makedonija. Svoje ime so dobili po turškem plemenu Prabolgari, ki je v 7. stoletju zavojevalo ozemlje danešnje severovzhodne Bolgarije in Dobrudže in ustanovilo Podonavsko Bolgarijo, ločeno od svoje pradomovine na severni obali Črnega morja, ki je znana kot Stara Velika Bolgarija, ter se pomešalo s tračanskim in slovanskim prebivalstvom in tako ustvarilo nov bolgarski narod s slovanskim jezikom. Današnji potomci Prabolgarov so Čuvaši ob srednji Volgi.
Danes Bolgari govorijo bolgarščino, južnoslovanski jezik, katerega praoblika je bila osnova starocerkvene slovanščine (pri Bolgarih imenovane "starobolgarski jezik", za zapis katerega se je na bolgarskem ozemlju razvila posebna pisava - cirilica) in na katerega sta močno vplivali srednjeveška in sodobna grščina, ter - čeprav v dosti manjši meri - osmanska turščina, pa tudi sodobna ruščina.
Zaradi svojih stikom z Bizantinskim cesarstvom so danes Bolgari pretežno pravoslavne krščanske vere.
Poleg Bolgarije poseljujejo Bolgari tudi obmejne jugovzhodne dele današnje Srbije v okolici Dimitrovgrada in Bosilegrada (jezikovni kontinuum tam prehaja v torlaščino), dele Banata v Srbiji, Romuniji in na Madžarskem ter v Besarabiji (Ukrajina, Moldova), kjer so doma tudi tuško govoreči Bolgari - Gagauzi.